# Crazy from the Heat
Crazy from the Heat är en EP av David Lee Roth, utgiven den 28 januari 1985 på skivbolaget Warner Bros. EP:n är Roths första soloskiva och gavs ut medan han fortfarande var medlem i Van Halen. Den består helt av covers.
Roths version av "California Girls" blev trea på Billboard Hot 100, samma placering som The Beach Boys original nått tjugo år tidigare. EP:n nådde 15:e plats på Billboard 200.

## Låtförteckning
| 1. | Easy Street                                                        | Dan Hartman                                                      | 3:45 |
| 2. | Medley: Just a Gigolo/I Ain't Got Nobody (arrangemang: Sam Butera) | Irving Caesar, Leonello Casucci / Roger Graham, Spencer Williams | 4:39 |

| 1. | California Girls | Brian Wilson, Mike Love      | 2:50 |
| 2. | Coconut Grove    | John Sebastian, Zal Yanovsky | 2:52 |

## Medverkande
- David Lee Roth – sång
- Eddie Martinez – gitarr
- Sid McGinnis – gitarr
- Willie Weeks – bas
- John Robinson – trummor
- Sammy Figueroa – trummor
- Edgar Winter – keyboard
- Brian Mann – keyboard
- Carl Wilson – körsång på "California Girls"
- Christopher Cross – körsång på "California Girls"